# Sannicola
Sannicola ist eine italienische Gemeinde (comune) mit 5571 Einwohnern (Stand 31. Dezember 2023) in der Provinz Lecce, Region Apulien.

## Geografie
Die Gemeinde liegt etwa 30 Kilometer südsüdwestlich der Stadt Lecce. Der Ortsteil Lido di Conchigli liegt unmittelbar am Ionischen Meer.

## Wirtschaft und Verkehr
In der Region wird der Alezio (als Rotwein unter seiner Herkunftsbezeichnung geschützt) produziert.
Durch die Gemeinde führt die Strada Statale 101 Salentina di Gallipoli von Gallipoli nach Lecce.

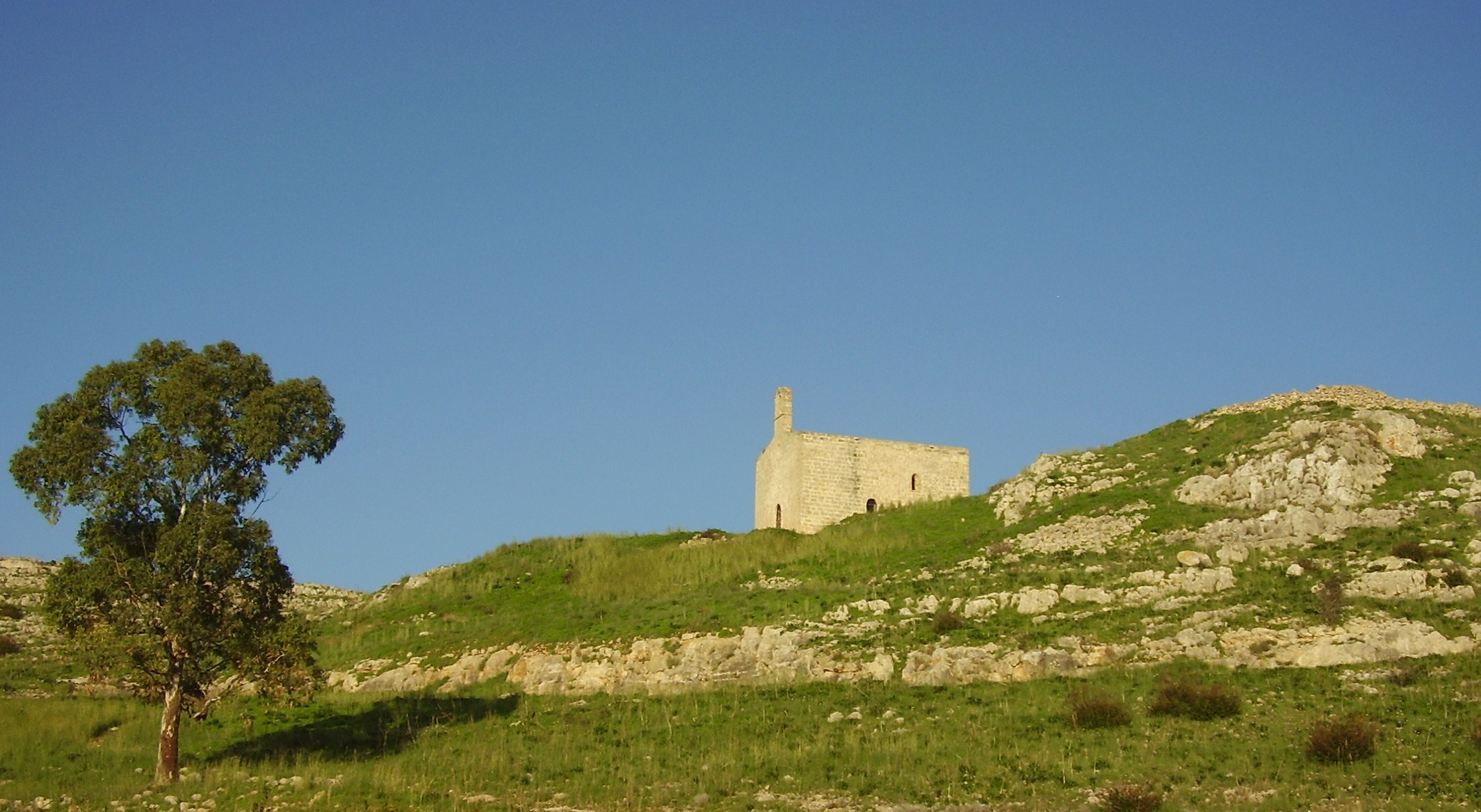
Die Abtei des Heiligen Moritz bei Sannicola

Der Bahnhof Sannicola liegt im Ortsteil Chiesanuova an der Bahnstrecke Lecce–Gallipoli.

## Persönlichkeiten
- Achille Starace (1889–1945), faschistischer Politiker